# Tritonia (mol·lusc)
Tritonia és un gènere de mol·luscs gastròpodes nudibranquis marins. Pertany a la família Tritoniidae.
Tritonia és el gènere tipus de la família Tritoniidae.
El nom del gènere Tritonium ha estat donat dues vegades a espècies amb una espècie tipus diferent : Tritonium O.F. Müller, 1776 : espècie de tipus Buccinum undatum Linnaeus, 1758 (donat per Stewart dins 1926); això en fa un sinònim de Buccinum.
Tritonium Röding, 1798 : espècie de tipus : Murex tritonis Linnaeus, 1758 (donat per Cossman dins 1903); això en fa un sinònim de Charonia Gistel, 1847.
Cap d'aquests noms originals és vàlid. La confusió augmentà quan, durant el segle XVIII i XIX, autors afegiren espècies però sense especificar a quin Tritonium pertanyien. Els autors del Registre Mundial d'Espècie Marina (CUCS) han arbitràriament atribuït a Tritonium O.F. Müller els Muricidae (espècie ara situada en els Buccinidae) i una altra família deneogastròpodes. L'espècie ara situada en els Ranellidae i Bursidae, ha estat atribuïda a Tritonium Röding.

## Taxonomia
Les espècies dins el gènere Tritonia inclouen:
- L'espècie tipus és Tritonia hombergii Cuvier, 1803

- Tritonia affinis (Lamarck, 1819)
- Tritonia auriculata (Linnaeus)
- Tritonia australis (Rudolph Bergh, 1898)
- Tritonia bayeri Marcus & Marcus, 1967 - sinònim: Tritonia misa Marcus & Marcus, 1967
- Tritonia bollandi Smith & Gosliner, 2003
- Tritonia challengeriana (Bergh, 1884) - sinònims: Tritonia antarctica Pfeffer, in Martens & Pfeffer, 1886, Tritonia appendiculata (Eliot, 1905), Tritonia australis (Bergh, 1898)
- Tritonia clavigera (Muller, 1776)
- Tritonia conifera (Dalyell, 1853)
- Tritonia dantarti (Ballesteros & Avila 2006)
- Tritonia divaricata (Dalyell, 1853)
- Tritonia episcopalis Bouchet, 1977
- Tritonia eriosi (Marcus, 1983)
- Tritonia exsulans Bergh, 1894
- Tritonia fasciculata
- Tritonia festiva (Stearns, 1873)
- Tritonia fimbriata (Muller, 1776)
- Tritonia flemingi (Powell, 1937)
- Tritonia frondosa (Ascanius, 1774)
- Tritonia gilberti (MacFarland, 1966)
- Tritonia gracilis (Risso, 1818)
- Tritonia griegi (Odhner, 1922)
- Tritonia hamnerorum Gosliner & Ghiselin, 1987
- Tritonia hombergii Cuvier, 1803 - sinònim: Tritonia alba Alder & Hancock, 1854, Tritonia atrofusca (MacGillivray, 1843)
- Tritonia incerta Bergh, 1904
- Tritonia indecora (Bergh, 1907)
- Tritonia ingolfiana (Bergh, 1899)
- Tritonia insulae (Baba, 1955)
- Tritonia irrorata (Bergh, 1905)
- Tritonia khaleesi (2013)
- Tritonia lacinulata
- Tritonia lineata Alder & Hancock, 1848
- Tritonia maculata (Gray, 1847)
- Tritonia manicata Deshayes, 1853
- Tritonia minima (Gmelin)
- Tritonia moesta (Bergh, 1884)
- Tritonia moesta pallescens (Eliot, 1906)
- Tritonia myrakeenae Bertsch & Mozqueira, 1986
- Tritonia nigromaculata (Roginskaya, 1984)
- Tritonia nilsodhneri Marcus, 1983[4]
- Tritonia odhneri (Marcus, 1959)
- Tritonia olivacea (Bergh, 1905)
- Tritonia pallida (Stimpson, 1855)
- Tritonia palmeri (Cooper, 1863)
- Tritonia papalotla Bertsch, Valdés & Gosliner, 2009
- Tritonia papillosa
- Tritonia pennata
- Tritonia peregrina
- Tritonia pickensi (Marcus & Marcus, 1967)
- Tritonia plebeia Johnston, 1828 - sinònim: Tritonia pulchra Johnston, 1828
- Tritonia plumosa (Fleming, 1822)
- Tritonia poirieri (Mabille & Rochebrune, 1891)
- Tritonia primorjensis Minichev, 1971
- Tritonia psoloides (Aurivillius, 1887)
- Tritonia punctata (Dalyell, 1853)
- Tritonia pustulosa (Deshayes, 1853)
- Tritonia quadrilatera (Schultz in Philippi, 1836)
- Tritonia quadrilineata (Muller, 1776)
- Tritonia ramosa (Bosc, 1801)
- Tritonia reticulata (Bergh, 1881)
- Tritonia rubiginosa (Reeve, 1846)
- Tritonia rubra (Rüppell & Leuckart, 1831)
- Tritonia septemtrionalis
- Tritonia sp. 1[4]
- Tritonia sp. 2[4]
- Tritonia striata Haefelfinger, 1963
- Tritonia taliartensis Ortea & Moro, 2009
- Tritonia tethydea (delle Chiaje, 1822)
- Tritonia tetraquetra (Pallas, 1788)
- Tritonia undulata (O'Donoghue, 1924)
- Tritonia velata (Oersted, 1844)
- Tritonia villafranca (Vayssière, 1901)
- Tritonia vorax (Odhner, 1926)
- Tritonia wellsi Er. Marcus, 1961[5]

Plantilla:Colend
Sinònims:
Plantilla:Colbegin
- Tritonia alba Alder & Hancock, 1854: sinònim de Tritonia hombergii Cuvier, 1803
- Tritonia antarctica Pfeffer in Martens & Pfeffer, 1886: synonym of Tritonia challengeriana Bergh, 1884
- Tritonia appendiculata Eliot, 1905: synonym of Tritonia challengeriana Bergh, 1884
- Tritonia blainvillea (Risso, 1818), Tritonia meyeri (Vérany, 1852), Tritonia decaphylla (Cantraine, 1835), Tritonia acuminata (Costa, 1840) and Tritonia costae (Vérany, 1846) are synonyms for Marionia blainvillea (Risso, 1818).[6]
- Tritonia cincta Pruvot-Fol, 1937: synonym for Tritoniopsis cincta (Pruvot-Fol, 1937)
- Tritonia cucullata Couthouy in Gould, 1852: synonym for Marionia cucullata (Couthouy, 1852)
- Tritonia cyanobranchiata Rüppell & Leuckart, 1831:synonym for Marionia cyanobranchiata (Ruppell & Leuckart, 1831)
- Tritonia diomedea Bergh, 1894: synonym of Tochuina tetraquetra (Pallas, 1788)
- Tritonia elegans (Audouin in Savigny, 1826): synonym of Tritoniopsis elegans (Audouin in Savigny, 1826)
- Tritonia eriosi Ev. Marcus, 1983: synonym of Tritonia odhneri Er. Marcus, 1959
- Tritonia gibbosa (Risso, 1818): synonym for Ancula gibbosa (Risso, 1818).
- Tritonia gigantea Bergh, 1904: synonym for Tochuina tetraquetra (Pallas, 1788)
- Tritonia glama Rüppell & Leuckart, 1831 and Tritonia glauca (Rüppell & Leuckart, 1831 for 1828) are synonyms for Tritoniopsis elegans (Audouin in Savigny, 1826)
- Tritonia hawaiensis (Pease, 1860): synonym for Marionia hawaiiensis (Pease, 1860)
- Tritonia hombergi Cuvier, 1803: synonym of Tritonia hombergii Cuvier, 1803
- Tritonia reynoldsii (Couthouy, 1838), Tritonia lactea (Thompson, 1840), Tritonia ascanii (Sars, 1837), Tritonia felina (Alder & Hancock, 1842), Tritonia pulchella (Alder & Hancock, 1842), Tritonia cervina (Gmelin, 1791) are synonyms for Dendronotus frondosus (Ascanius, 1774).[7]
- Tritonia varicosa Turton, 1825: synonym of Nassarius pygmaeus (Lamarck, 1822)

Plantilla:Colend